# Dwergzeeschildpadden
Dwergzeeschildpadden (Lepidochelys) zijn een geslacht van schildpadden uit de familie zeeschildpadden (Cheloniidae). De groep werd voor het eerst wetenschappelijk beschreven door Leopold Fitzinger in 1843.
Het is het enige geslacht van de zeeschildpadden dat meer dan één soort telt, namelijk twee soorten; de warana en Kemps zeeschildpad. De status van deze laatste soort is zeer kritiek, de warana is 'slechts' sterk bedreigd. De reden hiervoor is met name de jacht op schildpadden door de mens, de warana heeft als voordeel dat hij een veel groter verspreidingsgebied heeft. Beide soorten blijven veel kleiner dan alle andere soorten zeeschildpadden met een carapaxlengte van ongeveer 70 tot 75 centimeter.

## Taxonomie
Geslacht Lepidochelys
- Soort Kemps zeeschildpad (Lepidochelys kempii)
- Soort Warana (Lepidochelys olivacea)